# Мирное (Волынская область)
Ми́рное (укр. Мирне) — село в Гороховской городской общине Луцкого района Волынской области Украины.
До 2020 года входило в Гороховский район.
Код КОАТУУ — 0720884401. Население по переписи 2023 года составляет 1029 человека. Почтовый индекс — 45711. Телефонный код — 3379. Занимает площадь 33,03 км².